# Korni
Korni (en rus: Корни) és un poble de l'óblast d'Astracan, a Rússia, segons el cens del 2010 tenia 6 habitants.